# Microrregión de Seabra
La microrregión de Seabra es una de las microrregiones del estado brasileño de la Bahía perteneciente a la Mesorregión del Centro-sur Baiano. Su población fue estimada en 2005 por el IBGE en 263.165 habitantes y está dividida en dieciocho municipios. Posee un área total de 20.369,493 km².

## Municipios
- Abaíra
- Andaraí
- Barra da Estiva
- Boninal
- Bonito
- Contendas do Sincorá
- Ibicoara
- Itaeté
- Jussiape
- Lençóis
- Mucugê
- Nova Redenção
- Palmeiras
- Piatã
- Rio de Contas
- Seabra
- Utinga
- Wagner

- Datos: Q2596708